# Abernathy (Texas)
Abernathy è un comune (city) degli Stati Uniti d'America situato tra le contee di Hale e Lubbock nello Stato del Texas. La popolazione era di 2.805 abitanti al censimento del 2010.

## Geografia fisica
Secondo lo United States Census Bureau, la città ha una superficie totale di 3,18 km², dei quali 3,17 km² di territorio e 0,01 km² di acque interne (0,24% del totale).

## Società

### Evoluzione demografica
Secondo il censimento del 2010, la popolazione era di 2.805 abitanti.

### Etnie e minoranze straniere
Secondo il censimento del 2010, la composizione etnica della città era formata dal 79,86% di bianchi, il 2,53% di afroamericani, lo 0,68% di nativi americani, lo 0,07% di asiatici, lo 0% di oceanici, il 14,62% di altre razze, e il 2,25% di due o più etnie. Ispanici o latinos di qualunque razza erano il 47,7% della popolazione.